# Lucrezia Borgia (ópera)
Lucrezia Borgia es un melodramma, u ópera, en un prólogo y dos actos compuesta por Gaetano Donizetti. El libreto fue escrito por Felice Romani basándose en el drama homónimo de Victor Hugo, a su vez según la leyenda de Lucrecia Borgia. Se estrenó en La Scala de Milán el 26 de diciembre de 1833 con Lelande y Pedrazzi. Aunque no se representa tan regularmente como algunas de las partituras más populares de Donizetti, el aria de Lucrecia "Com'è bello", de Orsino Brindisi "Il segreto per esser felice", del tenor "Di pescator ignobile", y el aria de bajo "Vieni, la mia vendetta!" son todas momentos melódicos famosos y muy efectivos de la ópera y han sido representadas y grabadas con frecuencia.

## Historia de las representaciones
La primera producción de Londres fue en Her Majesty's Theatre en 1839 con Giulia Grisi y Mario. Cuando se estrenó en París (Théâtre des Italiens), en 1840, siete años después del estreno en Milán, Hugo interpuso una querella para evitar nuevas representaciones o producciones de la ópera por los derechos de autor amparados por la ley francesa. El libreto fue entonces reescrito y retitulado La Rinegata, con los personajes en italiano cambiados a Turquía, y las representaciones se reemprendieron. El 30 de diciembre de 1843 fue estrenada en Londres en una producción cantada en inglés. En tenor inglés Sims Reeves fue un famoso Gennaro. Lucrezia fue presentada en Astor Opera House de Nueva York en 1847: con Giulia Grisi en 1854; y con Therese Tietjens y Brignoli en 1876. Se representó en la Academia de Música de Filadelfia en 1882, y en la Metropolitan Opera House de la calle 39 en Nueva York en 1902 con Enrico Caruso como Gennaro.
Therese Tietjens fue una Lucrecia particularmente famosa del siglo XIX, quien hizo su debut en el papel en Hamburgo en 1849, y en su época era inigualada y completamente identificada con el papel. (Ella fue también una Norma soberbia, Donna Anna y Agathe.) En su vida posterior ella engordó demasiado, y se cayó en el escenario en Her Majesty's Theatre, Londres durante su última representación, en este papel, en 1877: murió poco después.
La ópera cayó en el olvido, pero fue reingresada en el repertorio en 1965 por una famosa representación en el Carnegie Hall con la soprano Montserrat Caballé (su debut americano), a la que pronto siguió una grabación con la Caballé, el tenor Alfredo Kraus, la soprano Shirley Verrett, y el bajo Ezio Flagello, dirigidos por Jonel Perlea. Esta representación y grabación ayudaron a reintroducir la obra al público amante de la ópera. 
Esta ópera se representa poco; en las estadísticas de Operabase aparece la n.º 161 de las óperas representadas en 2005-2010, siendo la 52.ª en Italia y la octava de Donizetti, con 19 representaciones en el período. El aria más conocida de la ópera es "Com'è bello!". Suele ser un vehículo para una soprano estelar, siendo un ejemplo las representaciones de otoño de 2008 en la Washington National Opera con Renée Fleming en el rol titular. Hay varias grabaciones disponibles.

## Personajes
| Personaje | Tesitura  | Repertorio del estreno, 26 de diciembre de 1834 (Director: - Eugenio Cavallini) |
| --- | --------- | ------------------------------------------------------------------------------- |
| Alfonso D'Este, duque de Ferrara | bajo      | Luciano Mariani                                                                 |
| Lucrezia Borgia | soprano   | Henriette Méric-Lalande                                                         |
| Maffio Orsini | contralto | Marietta Brambilla                                                              |
| Gennaro, joven noble al servicio de la República Veneciana                                                                              | tenor     | Francesco Pedrazzi                                                              |
| Jeppo Liverotto, joven noble al servicio de la República Veneciana                                                                      | tenor     | Napoleone Marconi                                                               |
| Don Aposto Gazella, joven noble al servicio de la República Veneciana                                                                   | bajo      | Giuseppe Visanetti                                                              |
| Ascanio Petrucci, joven noble al servicio de la República Veneciana                                                                     | barítono  | Ismaele Guaita                                                                  |
| Oloferno Vitellozzo, joven noble al servicio de la República Veneciana                                                                  | tenor     | Giuseppe Vaschetti                                                              |
| Rustighello, al servicio de Don Alfonso                                                                                                 | tenor     | Ranieri Pochini                                                                 |
| Gubetta, al servicio de Lucrezia | bajo      | Domenico Spiaggi                                                                |
| Astolfo, al servicio de Lucrezia | tenor     | Francesco Petrazzoli                                                            |
| Caballeros, oficiales y nobles de la República veneciana; lo mismo, de la corte de Alfonso; damas de compañía, frailes capuchinos, etc. |           |                                                                                 |

## Argumento
Tiempo: principios del siglo XVI
Lugar: Venecia y Ferrara

### Prólogo
El Palazzo Grimani en Venecia
Gennaro y sus amigos están de fiesta en una terraza brillantemente iluminada, enfrente de la cual se encuentra el canal de Giudecca. La conversación de los amigos se vuelve hacia Don Alfonso, duque de Ferrara, a cuya casa ellos viajarán al día siguiente, y hacia su esposa, la infame Lucrecia Borgia. Al oír el nombre de Lucrecia, Orsini narra cómo Gennaro y él, a solas en un bosque, fueron advertidos por un hombre misterioso de que se cuidaran de ella y de toda la familia Borgia. Manifestando su aburrimiento con el cuento de Orsini, Gennaro se marcha y se queda dormido cerca. Sus amigos reciben la invitación de unirse a las fiestas, y él se queda a solas.
Aparece una góndola y una mujer enmascarada salta a la terraza. Ella se apresura sobre Gennaro que duerme y lo observa con afecto. (Com'è bello! Quale incanto in quel volto onesto e altero!) Ella besa su mano, él se despierta e instantáneamente queda impresionado por su belleza. Él expresa su amor por ella y canta de su infancia como un huérfano criado por pescadores. Añade que él ama tiernamente a la madre a quien nunca conoció. (Di pescatore ignobile esser figliuol credei.) Los otros regresan e instantáneamente la reconocen como Lucrecia Borgia, enumerando a su vez los miembros de sus familias a las que ella ha matado, para horror de Gennaro.

### Acto I
Ferrara
El duque, creyendo que Gennaro es amante de Lucrecia, trama su asesinato con su sirviente Rustighello (Vieni: la mia vendetta è mediatata e pronta.) Gennaro y sus compañeros dejan la casa por una fiesta y pasan el palacio del duque con su blasón donde se lee "Borgia". Deseando mostrar su desprecio por la familia Borgia, Gennaro quita la inicial "B", dejando la obscena "Orgia" ("orgía").
En el palacio, a Lucrecia se le introduce en la cámara del duque. Habiendo visto la cresta rota, ella exige la muerte para quien lo haya hecho, ignorando que ha sido Gennaro. El duque ordena que lleven a Gennaro ante ella y lo acusa de manchar el nombre noble de Borgia, un crimen al que él rápidamente confiesa. Lucrecia, horrorizada, intenta excusar el insulto de un joven, pero Don Alfonso acusa a Lucrecia de infidelidad, habiendo obserrvado su encuentro con Gennaro en Venecia. En una escena llena de drama y tensión, ella niega cualquier impropiedad, pero él exige la muerte del prisionero y la fuerza a elegir la forma de ejecución de Gennaro. Pretendiendo perdonarlo, el duque ofrece a Gennaro un vaso de vino y lo bebe. Después de un trío asombroso (Guai se ti sfugge un moto, Se ti tradisce un detto!) el duque se marcha y Lucrecia da prisa a Gennaro, dándole un antídoto al veneno que el duque ha mezclado con el vino. El bebe, y en un último dúo, ella le implora que huya de la ciudad y de su marido. (Bevi e fuggi ... te'n prego, o Gennaro!)

### Acto II
El palacio de la princesa Negroni
Ignorando el consejo de Lucrecia, Gennaro acude a una fiesta en el palacio, jurando que nunca se separará de su amigo Orsini. Orsini lidera la fiesta en un brindis (Il segreto per esser felici) y ellos beben. Entra Lucrecia y anuncia que en venganza por sus insultos en Venecia ella ha envenenado su vino y preparó cinco cajas para sus cuerpos. Ella ha creído por lo tanto que Gennaro huyó a Ferrara por consejo de ella, y así se desmaya cuando él se adelanta y anuncia que ella ha envenenado a un sexto. Orsini, Liverotto, Vitellozzo, Petrucci y Gazella caen muertos. Gennaro coge una daga e intenta matar a Lucrecia, pero ella lo detiene revelando que él es de hecho su hijo. De nuevo, ella le pide a él que beba el antídoto, pero esta vez él lo rechaza, eligiendo morir con sus amigos. En la cabaleta final (Era desso il figlio mio,) Lucrecia se lamenta por su hijo y expira.

## Grabaciones
Hay una grabación según La discoteca ideal de la ópera, de Roger Alier y otros, la dirigida por Ionel Perlea (1966), con Montserrat Caballé (Lucrezia Borgia), Alfredo Kraus (Gennaro), Shirley Verrett (Maffio Orsini) y Ezio Flagello (Duca Alfonso). Coro y orquesta de la RCA Italiana. RCA